# Tansifte
Tansifte (en àrab تانسيفت, Tānsīft; en amazic ⵜⴰⵏⵙⵉⴼⵜ) és una comuna rural de la província de Zagora, a la regió de Drâa-Tafilalet, al Marroc. Segons el cens de 2014 tenia una població total de 11.987 persones.